# Zhou Yafei
Dans ce nom chinois, le nom de famille, Zhou, précède le nom personnel.
Zhou Yafei (chinois simplifié : 周雅菲 ; pinyin : Zhōu Yǎfēi), née le 17 janvier 1984 à Qingdao, est une nageuse chinoise.

## Biographie
Elle participe aux Jeux olympiques d'été de 2008 à Pékin, finissant quatrième au 100 mètres papillon puis obtenant la médaille de bronze dans le relais 4 × 100 m quatre nages avec Zhao Jing, Sun Ye et Pang Jiaying.
Un an plus tard, Zhou est de nouveau médaillée aux championnats du monde de Rome, mais cette fois-ci en individuel avec l'argent sur le 50 m papillon.

## Palmarès

### Jeux olympiques
- Jeux olympiques de 2008 à Pékin : 
  -  Médaille de bronze dans le relais 4 × 100 m quatre nages

### Championnats du monde
- Championnats du monde 2003 à Barcelone : 
  -  Médaille d'or dans le relais 4 × 100 m quatre nages
  -  Médaille de bronze au 200 m quatre nages
  -  Médaille de bronze dans le relais 4 × 200 m nage libre
- Championnats du monde 2005 à Montréal : 
  -  Médaille de bronze dans le relais 4 × 200 m nage libre
- Championnats du monde 2007 à Melbourne :
  -  Médaille de bronze dans le relais 4 × 100 m quatre nages
- Championnats du monde 2009 à Rome : 
  -  Médaille d'argent au 50 m papillon